# Ernest Schultz
Ernest Schultz (Dalhunden, Francia, 29 de enero de 1931 - Lyon, 19 de septiembre de 2013) fue un exfutbolista francés. Formó parte del equipo francés de la Copa Mundial de Fútbol de 1954. Aunque fue seleccionado para participar en el Mundial de Suiza de 1954, jugó solo un partido con la selección francesa, el 28 de septiembre de 1961, en esta ocasión marcó un gol internacional. Es el segundo goleador del Toulouse Football Club con 86 goles.

## Equipos

### Como jugador
| Equipo                     | País                | Años                | PJ  | Goles |
| -------------------------- | ------------------- | ------------------- | --- | ----- |
| Olympique Lyonnais         | Francia             | 1952-1957           | 147 | 69    |
| Toulouse FC                | Francia             | 1957-1964           | 187 | 86    |
| AS Nancy-Lorraine          | Francia             | 1963-1964           | 20  | 6     |
| Union Sportive de Boulogne | Francia             | 1964-1967           | 76  | 21    |
| Total en su carrera        | Total en su carrera | Total en su carrera | 430 | 182   |

### Como entrenador
| Equipo      | País    | Años |
| ----------- | ------- | ---- |
| US Boulogne | Francia | 1967 |

## Palmarés
| Título  | Club               | Año  |
| ------- | ------------------ | ---- |
| Ligue 2 | Olympique Lyonnais | 1954 |